# 創聖のアクエリオン (曲)

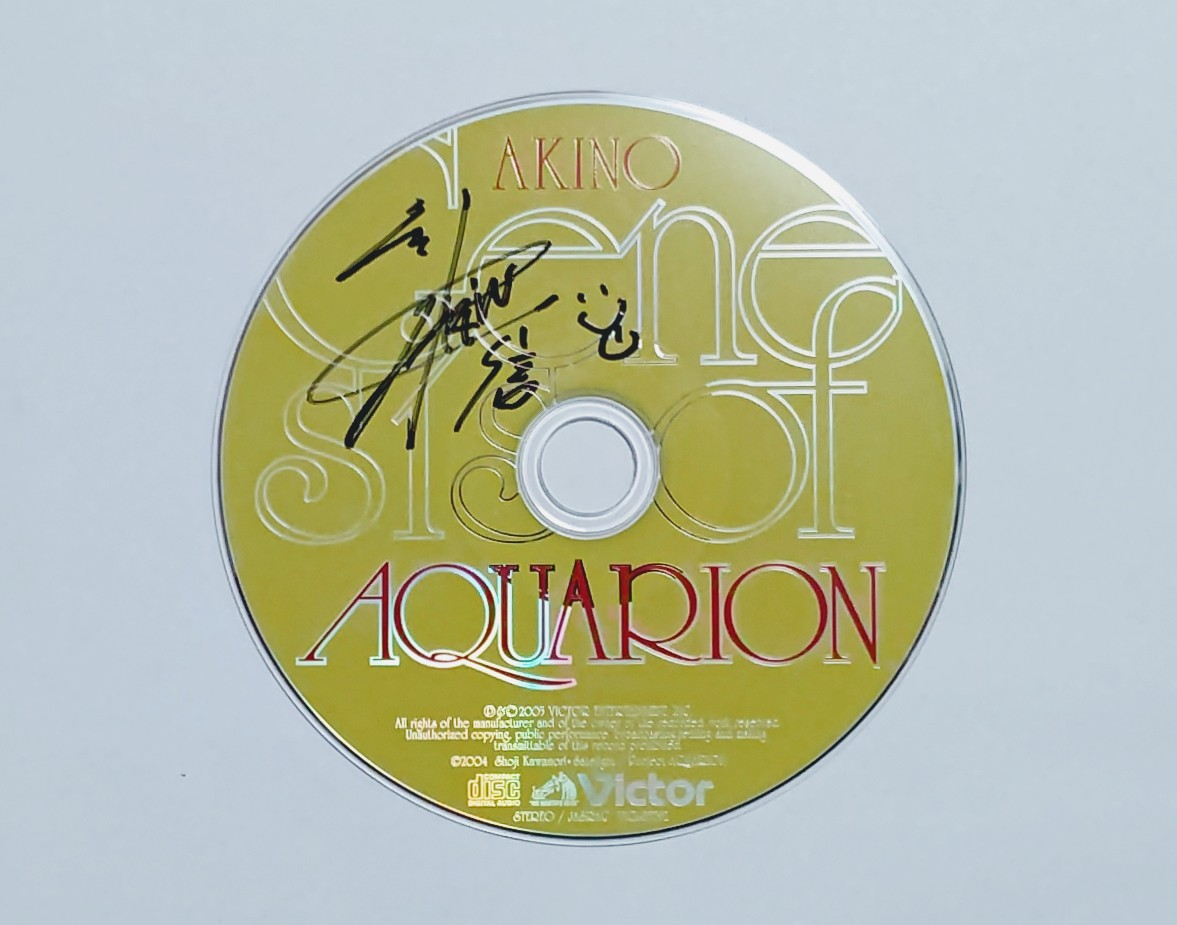
AKINOの直筆サイン入りCD

「創聖のアクエリオン」（そうせいのアクエリオン）は、テレビアニメ『創聖のアクエリオン』及び、その関連作品の主題歌。AKINO from bless4の1作目のシングル。

## 録音
本作「創聖のアクエリオン」のレコーディングについてAKINOは、「自分は物覚えが悪い方なので、貰った音源を必死に覚えようとレコーディング当日の朝までずっと一所懸命に練習していました。でも、レコーディングブースに入った瞬間、全部パッ! っと頭の中から消えたんです。本当に真っ白になって、ブースの中で自分が何を歌っているか、全然分からない状態でした。唯一覚えているのがサビのところだけ。そこは歌えたと思うんですけど、でもだから、自分の番が終わった時は自分自身にガッカリしたんです。「このくらいも歌えない…… このレベルなんだな」って。ブースを出てもエンジニアさんや皆さんに会いたくない、穴があったら隠れたいという思いでした。絶望しました。元々（ソロでの歌唱の）お話をいただいた時、最初は「ムリ、ムリ」と思いました。でも、楽曲プロデュースを担当された菅野よう子さんが、自分の高音を好きでいてくれて。音源を聴いても普通なら絶対選ばないと思うんですけど、自分の可能性を見てくれたんですよね。それから成長する機会をたくさん貰いました。自分の人生を変えてくれた、本当に大きい出来事だったと思います」と述懐している。

## 音楽性
作詞は岩里祐穂、作曲・編曲及び楽曲プロデュースは菅野よう子。オリジナルの歌唱は『bless4』のメンバーとして活動する歌手のAKINOが〈AKINO from bless4〉としてソロで担当している。歌詞はアニメの世界観を表した内容になっている。『創聖のアクエリオン』の放送では前期（第3話 - 第17話）のOP主題歌として使用された。
アニメ本編監督の河森正治は打ち合わせの際、菅野に物語の内容やテーマを説明しようとしたが、うまく伝わらなかったという。そこで、作中第13話の「1万2千年前に別れた恋人がラブレターを取り返しにいく」というエピソードを話したところ、菅野はインスピレーションを得て直ぐにこの曲を書き上げたという。このキーワードは、曲が盛り上がるサビの部分の歌詞に反映されている。
当初菅野は、AKINOの弟であるAIKIの歌声（当時はまだ声変わりしておらず、菅野いわく｢素晴らしいボーイソプラノ｣だった）で何かやりたいと思っていたため、AIKIに歌唱を依頼しようと思っていた。ところが、AIKIが声変わりしたため、急遽バックコーラスを依頼する予定だったbless4にオーディションに来てもらい、AKINOがこの曲を歌うことになった。

## リリース
本作は2005年4月27日にビクターエンタテインメントから発売され、2011年8月24日に『アクエリオンEVOL』の制作を記念し、FlyingDogから再発売された。

## アートワーク／パッケージ
ジャケットイラストには、今作でキャラクターデザイナーを務めた藤川太作画のアポロニアスが描かれている。

## 評価
CDジャーナルは、「トライバルなトリップ性と躍動的なデジ・ビートをミックスアップした音の絨毯の上で、AKINOの艶を持った歌声が凛々しく響きわたってゆく。完成度の高さに興奮！」とコメントしている。
ミュージシャン・シンガーソングライターの大石昌良は、「印象的なサビのフレーズの裏で一気にキーが転調し、サビの持つパワーを最大限生かすような構成」と評した。
| 1A・1Bメロ | 1A・1Bメロ  | → | 1サビ | 1サビ          | → | 2A・2Bメロ | 2A・2Bメロ  | → | 2サビ・3Cメロ 3サビ・大サビ | 2サビ・3Cメロ 3サビ・大サビ |
|            | ロ短調 (Bm) | → |       | 嬰ハ短調 (C♯m) | → |            | ロ短調 (Bm) | → |                             | 嬰ハ短調 (C♯m)              |

## ミュージック・ビデオ
2021年2月17日、ソロデビュー15周年を記念し、FlyingDogのYouTube公式チャンネルにて、オフィシャルミュージック・ビデオ（Short Ver.）が公開された。
初めてのオフィシャルMVとなった本作では、AKINOを中心にbless4メンバーが新たな振付ダンスを披露。ダンスの振付は実弟であり元・bless4メンバーのAIKI from bless4が担当しており、得意とするテコンドーで磨き抜かれたパワフルかつ流麗なダンスに仕上がっている。
撮影は2021年1月18日・19日に行われ、ロケは東京の名所を巡っている。東京駅、浅草雷門、アメ横など、都内各地を中心に10ヶ所に及ぶロケ撮影を敢行。また、ロケ地によりメンバーは様々な衣装に変化、医療従事者や小学校の先生、OLや工事作業員など、次々と移り変わるコスプレを披露している。

ロケ地：東京駅
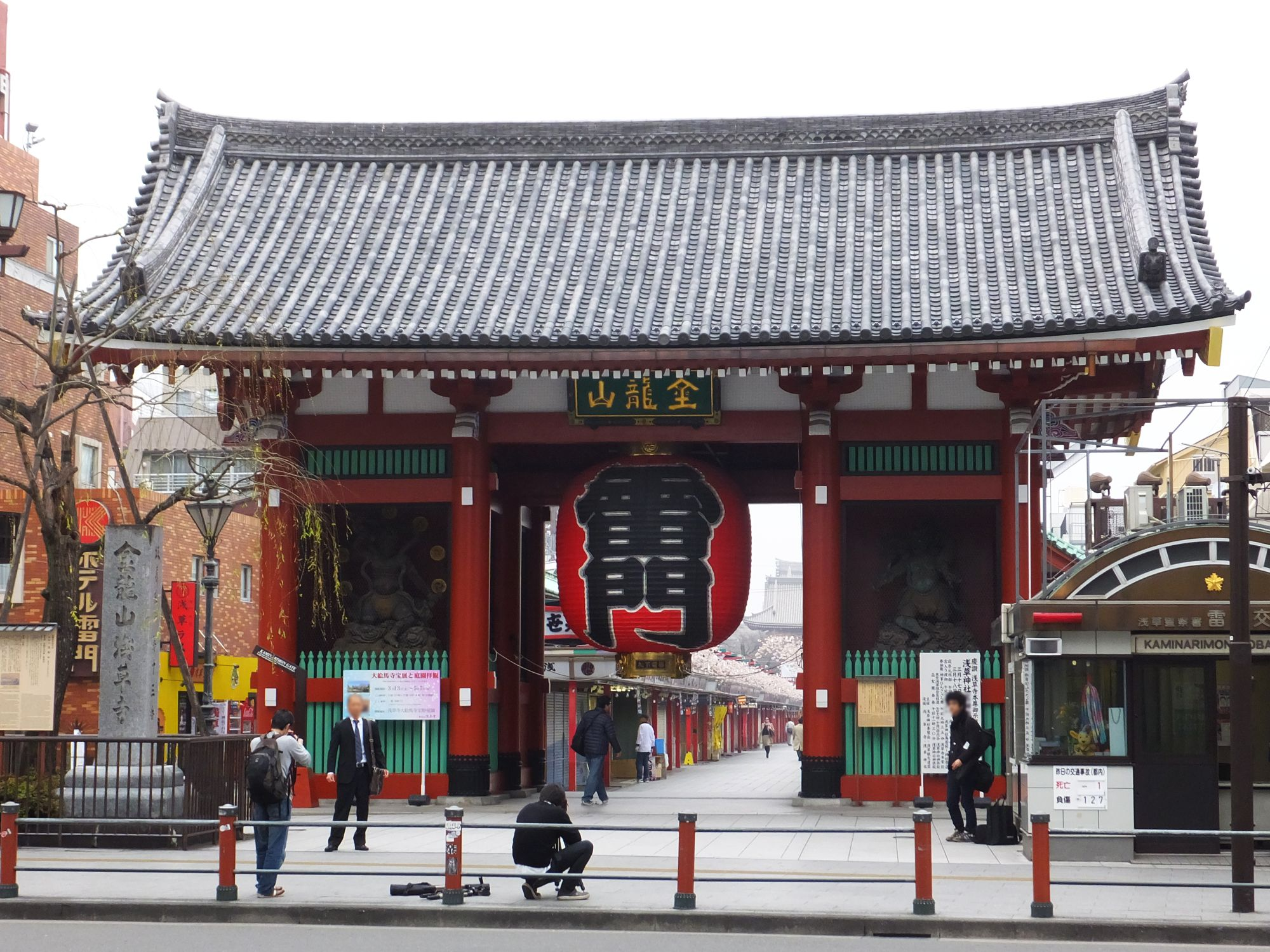
ロケ地：雷門
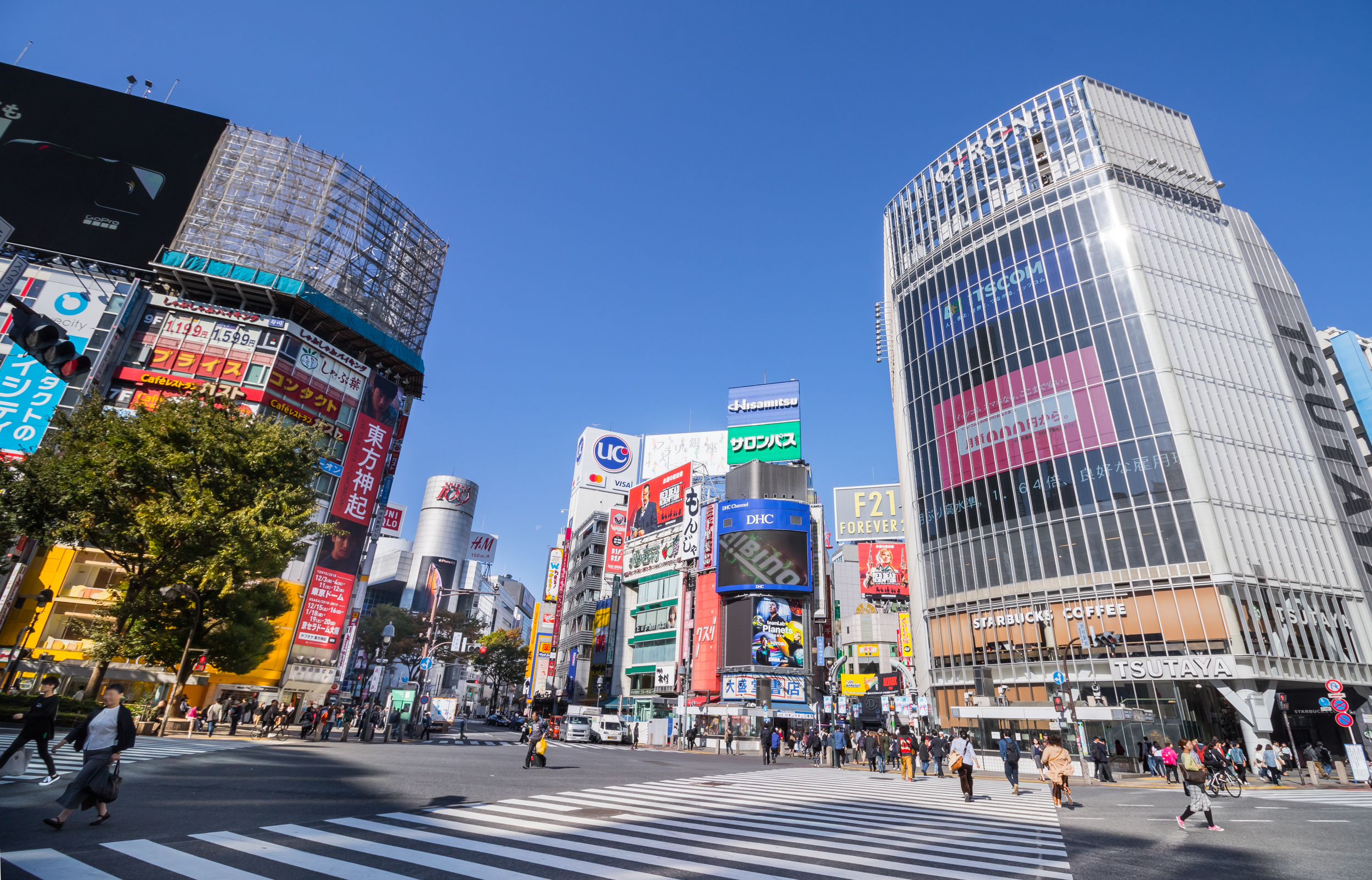
ロケ地：渋谷スクランブル交差点
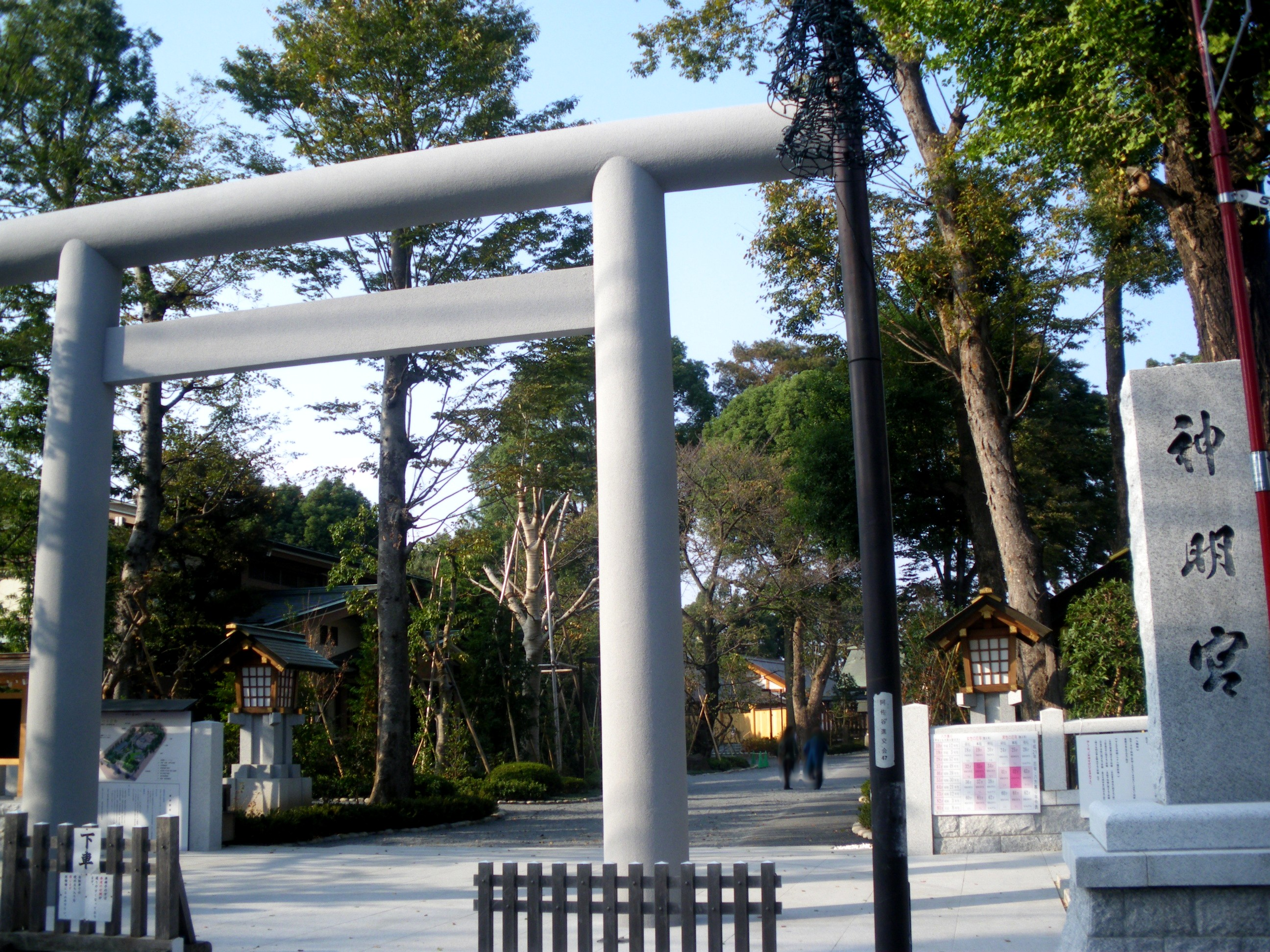
ロケ地：阿佐ヶ谷神明宮
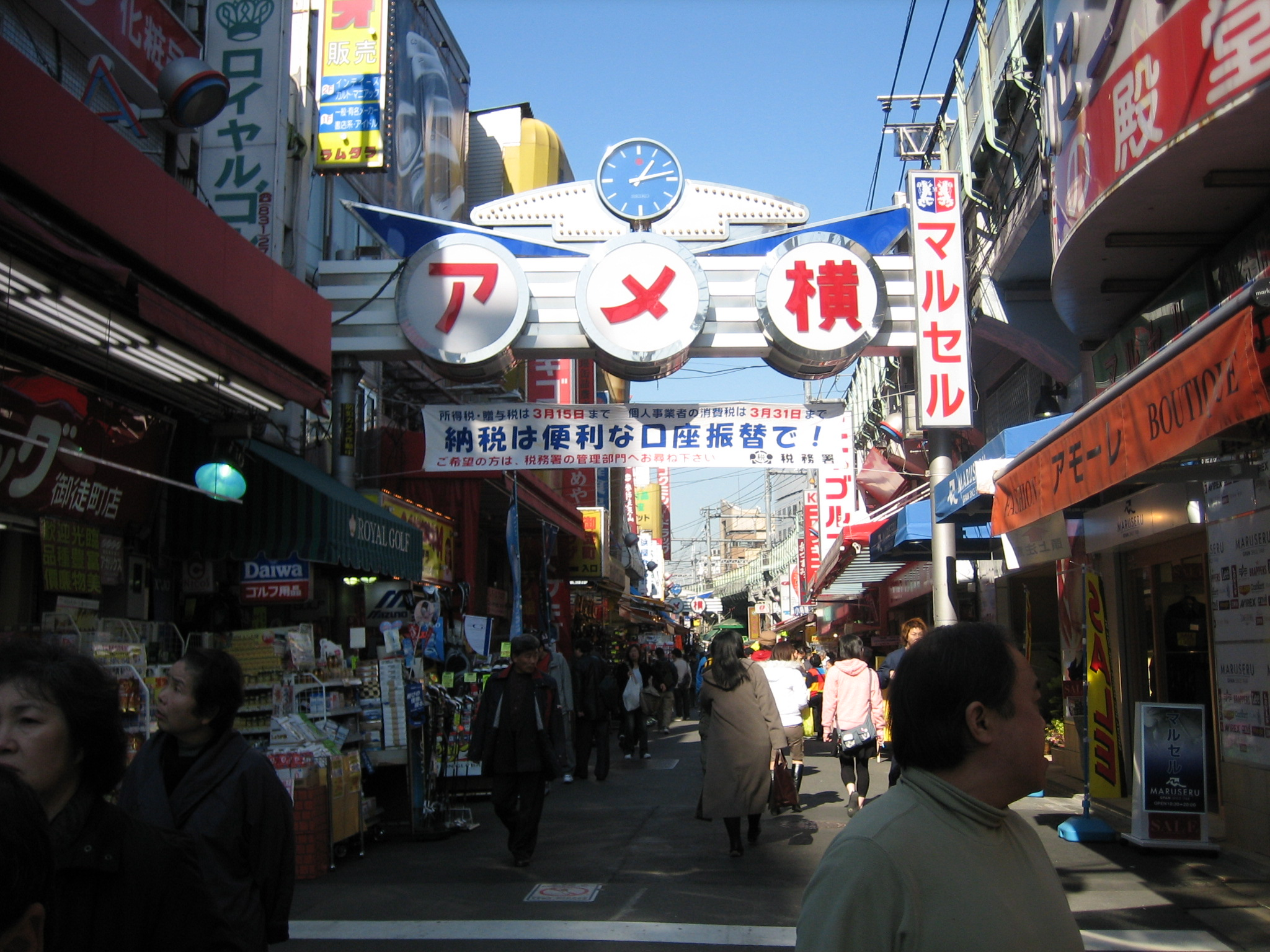
ロケ地：アメ横　ほか

2025年3月14日にはTHE FIRST TAKEに初出演し、本作を歌唱した。翌週22日8時38分に100万回再生を突破。

## ライヴ・パフォーマンス
本作はbless4メンバーとの息の合ったダンスパフォーマンスが特徴となっている。基本的にダンスはメンバーのAIKI form bless4が振り付けを行うが、サビの「一万年と二千年前から愛してる」の部分の手話を元にしたダンスはAKINOが自身で考案したという。
| 公開日        | 外部映像リンク         | 公開元                 |
| ------------- | ---------------------- | ---------------------- |
| 2011年2月27日 | 「創聖のアクエリオン」 | アニうたKITAKYUSHU2011 |

## 社会現象

### チャート成績
2005年4月4日にテレビ東京系で『創聖のアクエリオン』の放送が始まり、3週間後の4月27日に本曲のシングルCDが発売された。オリコンシングルチャートでは2005年4月28日付のデイリーチャートで19位、ウィークリーチャートでは初登場26位となった。6月最終週をもって100位圏外となるも、集計結果が発表される200位圏内におよそ5ヶ月近くランクインした。当初はアニメのOPテーマとしてタイアップされたが、アニメの関連作品が発表されるごとにタイアップが追加されていった。
それからおよそ2年後、2007年8月下旬から多岐川華子出演のSANKYO『CRフィーバー創聖のアクエリオン』のCMが全国的にオンエア開始され、そのCMソングとして起用された。それにより、アニメが放映されなかった地域にもこの曲の存在が知られ再び注目されることとなった。
CMのオンエア開始後、シングルCDの売上が急速に高まり、2007年9月第1週のオリコンシングルチャートで170位を記録し200位圏内に再浮上、第4週の同チャートでは92位を記録し、トップ100位以内に再ランクインした。さらに、2007年10月第4週の同チャートで22位を記録し、それまでの最高位26位を約2年半ぶりに更新した。デイリーチャートにおいても、2007年10月12日付のオリコンデイリーチャートで18位に、10月14日付で14位にランクインし、過去最高の19位を更新した。オリコン登場回数は54回。
シングルCDのセールスのみならず、デジタル・ダウンロードでもほとんどの配信サイトにおいてCMソングに使用後は軒並み上位にランクインした。特筆すべきはiTunes Storeにおける音楽DLランキングにおいて、これまで1位を保っていた宇多田ヒカルの「Beautiful World」を抜き、2007年10月第1週目に1位を記録したことである。11月第1週目でFUNKY MONKEY BABYSの「もう君がいない」とEvery Little Thingの「恋をしている」に抜かれ3位にランクダウンするまで、10月中5週連続で1位を記録していた。
なお、楽曲の販売元であるビクターエンタテインメントは、2007年10月上旬の時点で合計30万ダウンロードを記録していると公表している。
またカラオケにおいても、アニメ放送開始時より一部から人気を博していたが、上記のヒットとともに2007年11月/12月のDAM（第一興商）カラオケランキングでは過去最高となる6位を記録した。ドワンゴでは、サビ部分の歌詞を利用したデコメが発行された。
日本レコード協会の発表による2007年の年間有料音楽配信チャートでは着うたフルで26位、PC配信で14位を記録した。
累計出荷枚数︰25万枚
音楽配信数︰300万DL
| チャート         | 最高位 |
| ---------------- | ------ |
| オリコン（週間） | 22位   |
| デイリー         | 14位   |

### 受賞・認定

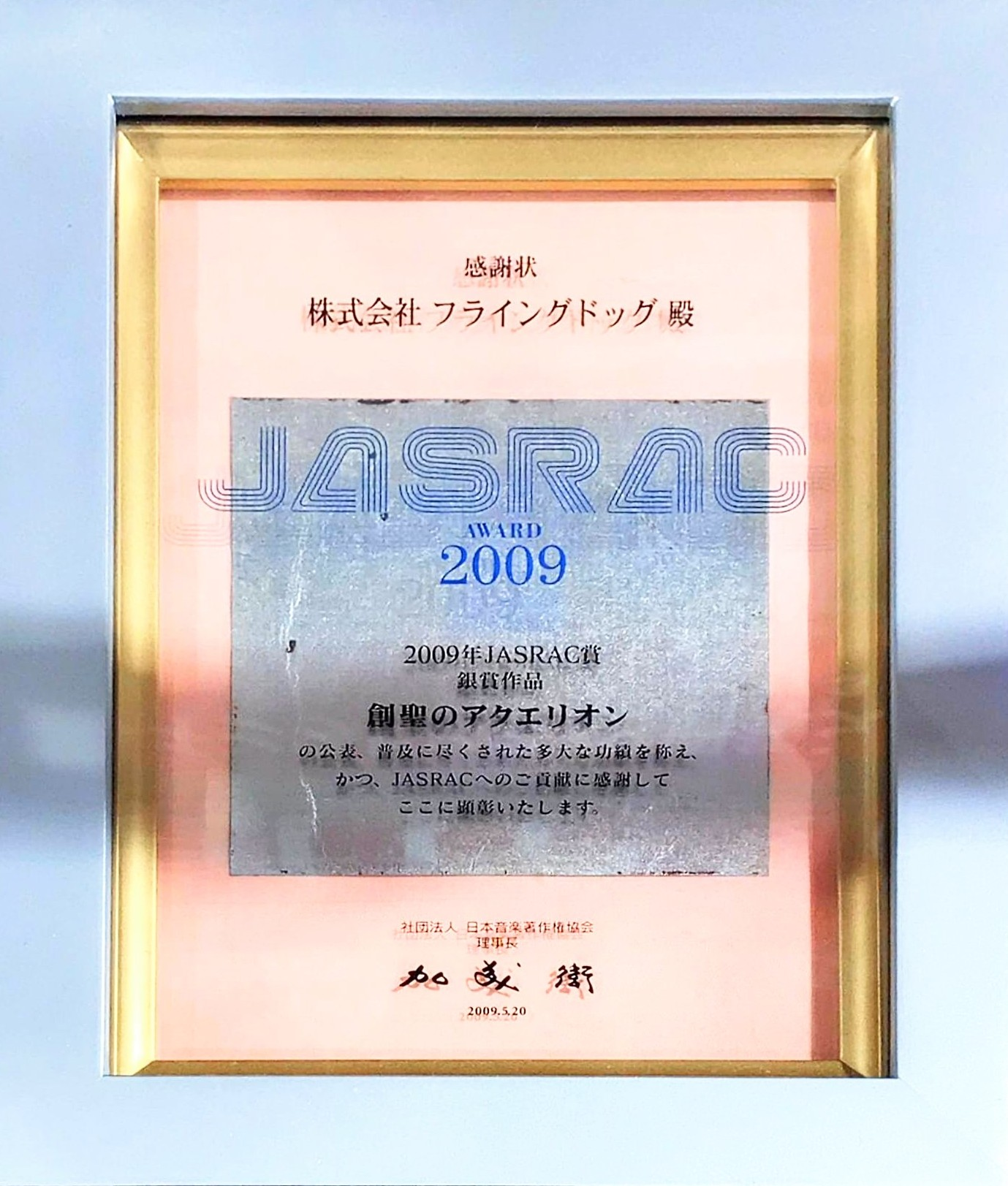
2008年度JASRAC：銀賞作品
「創聖のアクエリオン」感謝状

発売から年月が経つものの、タイアップが終了して以降もその人気は続いており、2008年度の日本音楽著作権協会（JASRAC）の著作権使用料分配額（国内作品）ランキングで年間2位を獲得し、同年度のJASRAC賞では銀賞を受賞している。
2014年2月度日本レコード協会リリースにおいて、着うたフル＋インターネット配信合算での100万DL達成が発表された。
2005年
- 第10回 アニメーション神戸賞 - 2位

2007年
- ゴールド認定 - 着うたフル（9月）[40]

2009年
- 2008年度 JASRAC賞 - 銀賞（5月）

2011年
- ゴールド認定 - PC配信シングル（4月）[41]
- ダブル・プラチナ認定 - 着うた（4月）[41]
- トリプル・プラチナ認定 - 着うたフル（4月）[41]

2014年
- ミリオン認定 - シングルトラック（2月）[42]

2019年
- 平成アニソン大賞 2000年 - 2009年 作詞賞（3月1日）[43]

2021年
- AKINO15周年企画・全曲総選挙 - 1位[44]

2024年
- ゴールド認定 - ストリーミング（6月）[45]

## シングル収録曲

### オリジナルシングル
| 全作詞: 岩里祐穂、全作曲・編曲: 菅野よう子。 |                                      |          |            |      |
| #                                            | タイトル                             | 作詞     | 作曲・編曲 | 時間 |
| 1.                                           | 「創聖のアクエリオン」               | 岩里祐穂 | 菅野よう子 | 4:44 |
| 2.                                           | 「プライド〜嘆きの旅」               | 岩里祐穂 | 菅野よう子 | 4:33 |
| 3.                                           | 「創聖のアクエリオン」(little mix)   | 岩里祐穂 | 菅野よう子 | 1:02 |
| 4.                                           | 「創聖のアクエリオン」(Instrumental) | 岩里祐穂 | 菅野よう子 | 4:43 |
| 合計時間:                                    | 合計時間:                            | 15:02    |            |      |

## メディアでの使用
※オリジナル楽曲のみ記述
| タイトル           | タイアップ                                                      | 採用年 |
| ------------------ | --------------------------------------------------------------- | ------ |
| 創聖のアクエリオン | テレビアニメ『創聖のアクエリオン』前期OP主題歌                  | 2005年 |
| 創聖のアクエリオン | PS2ソフト『創聖のアクエリオン』CMソング                         | 2005年 |
| 創聖のアクエリオン | OVA『創星のアクエリオン』シリーズテーマソング                   | 2007年 |
| 創聖のアクエリオン | アニメ映画『劇場版アクエリオン -創星神話篇-』テーマソング       | 2007年 |
| 創聖のアクエリオン | SANKYO『パチスロ創聖のアクエリオン』実機搭載曲                  | 2011年 |
| 創聖のアクエリオン | SANKYO『CRF創聖のアクエリオン 転翅篇』実機搭載曲                | 2011年 |
| 創聖のアクエリオン | テレビアニメ『アクエリオンEVOL』挿入歌                          | 2012年 |
| 創聖のアクエリオン | SANKYO『CRF創聖のアクエリオンIII』実機搭載曲                    | 2012年 |
| 創聖のアクエリオン | SANKYO『パチスロ創聖のアクエリオンⅡ』実機搭載曲                 | 2013年 |
| 創聖のアクエリオン | リズムアクションゲーム『jubeat plus』『REFLEC BEAT plus』搭載曲 | 2013年 |
| 創聖のアクエリオン | テレビアニメ『アクエリオンロゴス』挿入歌                        | 2015年 |
| 創聖のアクエリオン | PS Plus体感合体『アクエリオン・EVOL』搭載曲                     | 2017年 |
| 創聖のアクエリオン | 河森正治 プロデビュー40周年記念展『河森正治EXPO』告知PV起用曲   | 2019年 |
| 創聖のアクエリオン | Nintendo Switchゲーム『QQQbeats!!!』収録曲                      | 2025年 |
| プライド～嘆きの旅 | テレビアニメ『創聖のアクエリオン』挿入歌                        | 2005年 |
| プライド～嘆きの旅 | テレビアニメ『アクエリオンEVOL』挿入歌                          | 2012年 |
| プライド～嘆きの旅 | SANKYO『CRF創聖のアクエリオンIII』実機搭載曲                    | 2012年 |
| プライド～嘆きの旅 | SANKYO『パチスロ創聖のアクエリオンⅡ』実機搭載曲                 | 2013年 |
| プライド～嘆きの旅 | SANKYO『CRFアクエリオンW R』実機搭載曲                          | 2018年 |
| プライド～嘆きの旅 | SANKYO『PFアクエリオンW 最終決戦ver.』実機搭載曲                | 2019年 |

## 収録アルバム
| タイトル           | 収録アルバム     | 発売日        | 備考              |
| ------------------ | ---------------- | ------------- | ----------------- |
| 創聖のアクエリオン | 『Lost in Time』 | 2007年11月7日 | AKINO 1stアルバム |
| プライド〜嘆きの旅 | 『Lost in Time』 | 2007年11月7日 | AKINO 1stアルバム |

## スタッフ・クレジット

### STAFF
Performed by AKINO from bless4
- Producer : 菅野よう子
- Little Remix : 保刈久明
- Illustrated : 藤川太
- Painted : 天神英貴

### 楽曲STAFF
- Piano & Keyboards : 菅野よう子
- Drums : 佐野康夫
- Bass : 渡辺等
- Guitars : 今堀恒雄
- Synthesizer manipulating : 浦田恵司 / 坂本俊介
- Strings : 篠崎正嗣 strings
- Percussion : 三沢またろう

### MV STAFF
- Director : 瀧澤雅敏
- D.O.P : 小山麻美
- Lighting Director : 藤田昌樹
- Production Manager : 高安瑞大 / 沖本拓也
- Producer : 野村貴宏
- Hair & Make up : 鈴木彩 / 奥田真莉
- Styling : AKINO

### Choreographer
- AIKI from bless4

## AKINOによる別バージョン
「Genesis of Aquarion」
オリジナル楽曲の英歌詞Ver. であり、『創聖のアクエリオン』、『アクエリオンEVOL』の挿入歌。AKINOのボーカルに加え、ピアノとbless4によるゴスペル風コーラスフィーチャーして制作されている。AKINOのアルバム『Lost in Time』（他）にボーナストラックとしても収録されている。
「創聖のアクエリオン お兄さまと」
既存のオリジナルVer. にbless4の長兄であるAKASHIをバックボーカルに迎えている。SANKYO『CRFアクエリオンEVOL』実機搭載曲（他）。
「Genesis of LOVE〜愛の起源」
「創聖のアクエリオン」EVOL版New Ver. として2012年に制作された。PS3/PS Vitaソフト『第3次スーパーロボット大戦Z 時獄篇』BGM。AKINOの2ndアルバム『Decennia』（他）に収録。
「創聖のアクエリオン Myth of Emotions Ver.」
シリーズ4期『想星のアクエリオン Myth of Emotions』のOPテーマ。歌唱はAKINO from bless4・福山芳樹、編曲は鷺巣詩郎が担当している。
「創聖のアクエリオン（little mix）」
オリジナルのリミックス曲。わずか1分2秒と比較的尺が短いものになっている。オリジナルCDにのみ収録。

## 15周年記念オンライン・コンサート
2020年7月25日、AKINOのソロデビュー15周年を記念したオンライン・コンサート『一万年と二千年前から愛してる』が開催された。コンサートタイトルは「創聖のアクエリオン」のサビの歌詞を使用している。
また、新型コロナウイルスの影響により、無観客での開催となった（ZAIKO有料配信）。
配信会場：bless4スタジオ

### スペシャルゲスト
- 新居昭乃

### コンサート内容
※黒文字は『bless4』名義の楽曲
| セットリスト | セットリスト                 |
| ------------ | ---------------------------- |
| 01           | Genesis of Aquarion          |
| 02           | Go Tight!                    |
| 03           | エクストラ・マジック・アワー |
| 04           | Jet Coaster Ride             |
| MC           |                              |
| 05           | 素足                         |
| 06           | 月のもう半分                 |
| 07           | イヴの断片                   |
| MC           |                              |
| 08           | てだしろのかみうた           |
| 09           | SAYONARA                     |
| 10           | Let's Have A PARTY♪          |
| MC           |                              |
| 11           | 月明かりのMonologue          |
| MC           |                              |
| 12           | Étoile de prière             |
| MC           |                              |
| 13           | What Am I Fighting For       |
| 14           | 海色                         |
| 15           | ドキドキするから             |
| グッズ紹介   |                              |
| MC           |                              |
| 16           | 創聖のアクエリオン           |
| ENCORE       |                              |
| 17           | 荒野のヒース                 |
| MC           |                              |
| 18           | Chance To Shine              |

### 参加ミュージシャン
- Guitar : shin - go
- Bass : 柴山雅英
- Keyboard : さおりん
- Drum : Emett 山崎
- バックダンス & コーラス & エイサー : AMW

### 美術
- HARU川満

## 20周年前夜祭ホームライヴ
2025年4月26日、AKINOのソロデビュー20周年を記念した前夜祭ホームライヴ『オレモ！』を開催。ライヴタイトルは「創聖のアクエリオン」のコール＆レスポンスを採用している。
当日は自身10th Anniversaryの際に制作された「Let's Fly」や、個人名義のライヴでは初披露となる「告白」、ファンクラブからのリクエスト楽曲「創聖のアクエリオン お兄さまと」Ver. など稀有な選曲がなされた。
同年7月27日 - 翌月3日にはZAIKOよりオンライン配信された。
会場：bless4スタジオ

### オープニングアクト
- AMW

### 美術
- HARU川満

## 20周年記念ライヴ
2025年6月28日、AKINOのソロデビュー20周年を記念したライヴ『僕の地獄に音楽は絶えない』を開催。ライヴタイトルは「創聖のアクエリオン」のサビの歌詞を使用している。
当日は関係者席に糸曽賢志、鴇沢直らが招待されていた。
会場：Veats Shibuya

### スケジュール

#### 開催日時
- 開催日　2025年6月28日
- 開場　16：00 -
- 開演　17：00 -

#### チケット
- プレオーダー受付　2025年4月5日 - 4月13日
- 一般販売　2025年4月27日 - 6月27日

### スペシャルゲスト
- 福山芳樹[51]

### オープニングアクト
- AMW

### コンサート内容
※黒文字は『bless4』名義の楽曲
| セットリスト | セットリスト                                                    |
| ------------ | --------------------------------------------------------------- |
| 01           | イヴの断片                                                      |
| 02           | Go Tight!                                                       |
| 03           | 君の神話〜アクエリオン第二章                                    |
| MC           |                                                                 |
| 04           | 月光シンフォニア 歌唱：AKINO × KANASA（原曲：AKINO ＆ AIKI）    |
| 05           | 海色                                                            |
| 06           | ZERO ゼロ                                                       |
| MC           |                                                                 |
| 07           | 創聖のアクエリオン Myth of Emotions Ver. 歌唱：AKINO × 福山芳樹 |
| 08           | BURN! BURN! BURN! 歌唱：AKINO × 福山芳樹（原曲：FireBomber）    |
| MC           |                                                                 |
| 09           | 告白                                                            |
| MC           |                                                                 |
| 10           | エクストラ・マジック・アワー                                    |
| 11           | ドキドキするから                                                |
| MC           |                                                                 |
| 12           | Just Try                                                        |
| 13           | Winner's Proof 歌唱：KANASA from bless4                         |
| 14           | Let's Have A PARTY♪                                             |
| MC           |                                                                 |
| 15           | Scream                                                          |
| 16           | Golden Life                                                     |
| MC           |                                                                 |
| 17           | Genesis of Aquarion                                             |
| MC           |                                                                 |
| 18           | your ears, our years                                            |
| ENCORE       |                                                                 |
| 19           | 荒野のヒース                                                    |
| MC           |                                                                 |
| 20           | 創聖のアクエリオン                                              |

### 主催・企画・制作
- 川満アート・テイメント

### 協力
- FlyingDog
- ビクターミュージックアーツ

## エレメント合体Ver. シングル

### パチンコ関連Ver.
楽曲にはAKINOのセルフカバーの他、別バージョンが複数存在する。
- SANKYO『CRフィーバー創聖のアクエリオン』CMソング、および実機の大当たり時に使用されているバージョンである「創聖のアクエリオン エレメント合体Ver.」は、アニメキャラクターのアポロ（CV：寺島拓篤）/ シルヴィア（CV：かかずゆみ）/ 麗花（CV：小林沙苗）による歌唱であり、AKINO自身はボーカルに関与していない（タイアップがパチンコであり、CM放映当時AKINOが18歳未満であった為）。こちらはOVA『創星のアクエリオン -太陽の翼-』限定愛蔵版付属スペシャルCDに収録される他、2007年10月10日から配信限定シングルとして配信が開始され、AKINOのアルバム『Lost in Time』の発売日と同日の11月7日にシングルCD化もされている。
- 2012年に稼動したSANKYO『CRフィーバー創聖のアクエリオンIII』では、JAM Projectのメンバーである福山芳樹が歌唱する「創聖のアクエリオン 熱輝合体Ver.」（ねっきがったいバージョン）が使用された[52]。2012年12月より配信がスタートしたほか[53]、アニメ本編の続編である『アクエリオンEVOL』第8巻の初回生産版特典CDに収録されている。カップリングは「Go Tight! 熱輝合体Ver.」。

### エレメントVer収録曲
| 全作詞: 岩里祐穂、全作曲・編曲: 菅野よう子。 | |          |            |      |
| #                                            | タイトル                                                                                                | 作詞     | 作曲・編曲 | 時間 |
| 1.                                           | 「創聖のアクエリオン エレメント合体Ver.」(アポロ（寺島拓篤）/シルヴィア（かかずゆみ）/麗花（小林沙苗）) | 岩里祐穂 | 菅野よう子 | 4:42 |
| 2.                                           | 「Go Tight! エレメント合体Ver.」(アポロ（寺島拓篤）/シルヴィア（かかずゆみ）/麗花（小林沙苗）)          | 岩里祐穂 | 菅野よう子 | 4:39 |
| 3.                                           | 「荒野のヒース -リーナ・ルーンVer.-」(リーナ（佐藤ひろ美）)                                             | 岩里祐穂 | 菅野よう子 | 5:40 |
| 合計時間:                                    | 合計時間:                                                                                               | 15:01    |            |      |

| 全作詞: 岩里祐穂、全作曲・編曲: 菅野よう子。 | |          |            |      |
| #                                            | タイトル                                                                                                  | 作詞     | 作曲・編曲 | 時間 |
| 1.                                           | 「創聖のアクエリオン (エレメント合体Ver.)」(アポロ（寺島拓篤）/シルヴィア（かかずゆみ）/麗花（小林沙苗）) | 岩里祐穂 | 菅野よう子 | 4:42 |
| 2.                                           | 「創聖のアクエリオン (オリジナルVer.)」(AKINO from bless4)                                                | 岩里祐穂 | 菅野よう子 | 4:42 |
| 3.                                           | 「創聖のアクエリオン」(INSTRUMENTAL)                                                                      | 岩里祐穂 | 菅野よう子 | 4:44 |
| 合計時間:                                    | 合計時間:                                                                                                 | 14:08    |            |      |

### タイアップ
| タイトル                              | タイアップ                                                                  |
| ------------------------------------- | --------------------------------------------------------------------------- |
| 創聖のアクエリオン エレメント合体Ver. | SANKYO『フィーバー創聖のアクエリオン』CMソング                              |
| 創聖のアクエリオン エレメント合体Ver. | アルゴ・ピクチャーズ配給劇場版アニメ映画『劇場版 アクエリオン』テーマソング |
| 創聖のアクエリオン エレメント合体Ver. | SANKYO『フィーバー創聖のアクエリオン』搭載曲                                |
| 創聖のアクエリオン エレメント合体Ver. | SANKYO『フィーバー創聖のアクエリオン』CMソング                              |
| 荒野のヒース リーナ・ルーンver.       | SANKYO『フィーバー創聖のアクエリオン』搭載曲                                |
| 創聖のアクエリオン 熱輝合体Ver.       | SANKYO『フィーバー創聖のアクエリオンIII』搭載曲                             |

## カバー
本曲は様々なアーティストにカバーされている。
- 石田燿子（2006年、リミックスカバーアルバム『Hyper Yocomix 2』収録）
- 遠藤正明（2008年、カバーアルバム『ENSON 〜COVER SONGS COLLECTION Vol.1〜』収録）
  - 同アルバムを制作するきっかけとなったインターネットラジオ『スパロボOGネットラジオ うますぎWAVE』の第45回（2007年11月13日放送）にて本曲を歌うことをリクエストされた際、「さすがにアレは（声が高すぎて）無理。機会があれば（歌う）」と発言したことがある（しかし、第47回（2007年11月27日放送）で「難しい歌を3人（遠藤および相沢舞・杉田智和）で歌う」という話題になった際に、杉田が本曲を連想した際は乗り気で、第59回（2008年2月19日放送）にて実際に3人で歌っている）。
- コダマセントラルステーション（2008年、配信限定シングル）
- ShiinaTactix-Sana.K（永野椎菜 feat.小林沙苗）（2008年7月7日、アルバム『BPM151Tactix』収録）
- m.o.v.e（2009年、カバーアルバム『anim.o.v.e 01』収録）
- ラスマス・フェイバー（2009年、ジャズアルバム『ラスマス・フェイバー・プレゼンツ・プラチナ・ジャズ 〜アニメ・スタンダード Vol.1〜』収録）
  - 「Genesis of Aquarion」のカバー
- スコット・マーフィー（2011年、カバーアルバム『GUILTY PLEASURES ANIMATION』収録）
- 佐咲紗花（2011年、1stアルバム『sympathetic world』特典ディスク収録）
- SHAKE（2012年、カバーシングル『残酷な天使のテーゼ〜ANISON COVER COLLECTION〜』収録）
- Trefle（2013年、アルバム『アニソン神曲+チェンクロ』収録）
- 彩音（2014年、アルバム『Base Ten』に収録）
- 二代目アニメタル（2015年、アルバム『ANIMETAL THE SECOND』収録）
- 合体オールスターズ（2015年、OVA『創勢のアクエリオンEVOL』エンディングテーマ）※CD未発売
- YURiKA（2019年、アルバム『ただいま。 〜YURiKA Anison COVER〜』収録）
- Poppin'Party［戸山香澄（愛美）］×友希那（相羽あいな）（2019年12月31日、アプリゲーム『バンドリ! ガールズバンドパーティ!』収録[54]。2021年2月24日発売のアルバム『バンドリ！ ガールズバンドパーティ！ カバーコレクション Vol.5』CD初収録[55]）
- オオトリサッコ（CV：花守ゆみり）、アマハモモヒメ（CV：和氣あず未）（2025年、シングル『創聖のアクエリオン Myth of Emotions Ver./告白』収録）